# Chillin
Singles de Wale
Nike Boots
(2009) World Tour
(2009)
Singles par Lady Gaga
LoveGame
(2009) Paparazzi
(2009)
Chillin est une chanson du rappeur américain Wale. La piste est en collaboration avec l’artiste Lady Gaga. Il s’agit du premier single de son premier album, Attention Deficit. Il sort officiellement le 2 juin 2009. Un remix du titre intitulé Chillin (Catch vs 9th) est présent dans le mixtape de Wale, Back to the Feature.
La chanson reçoit des avis partagés de la part des critiques contemporaines. Commercialement, Chillin réussit à se positionner dans les palmarès de certains pays. Il atteint d’ailleurs le 12e rang du UK Singles Chart. Aux États-Unis, le morceau touche le 99e échelon du Billboard Hot 100. Le vidéoclip de la piste montre Wale et Gaga dans divers endroits à travers Washington D.C et Boston. Wale interprète le titre en direct lors du Late Night With Jimmy Fallon le 14 juillet 2009 ainsi que dans quelques spectacles soutenant la sortie de l’album. Une version de la piste dans laquelle Lady Gaga n’est pas créditée apparait dans DJ Hero sous le nom de Lookin’ at Me.

## Développement
Wale voulait que Gaga collabore avec lui depuis janvier 2009 comme il sentait qu’elle pourrait amplifier l’ambiance de party que transmet Chillin. Il déclare cela plus tard lors d’une interview, en disant,

« Si la musique était un lycée, je me sentirais comme le garçon de l’équipe de football américain, et je serais comme « Ok, Gaga aime fêter ! ». Gaga est ce que je cherche, et je présume que vous savez que toutes les mauvaises filles sont très difficiles à repérer ici. »

Après avoir entendu que certains sont surpris par la collaboration, Wale affirme que « Si Jay-Z peut travailler avec Coldplay, alors Wale devrait être en mesure de collaborer avec Gaga ». Le mentor de Wale, Mark Ronson, a envoyé la piste à Gaga. Elle soutient que sa portion de la piste, qui inclut des paroles comme « Lookin’ at, lookin’ at, lookin’ at me / Eyes all stickin’ like honey on bees », est narcissique, mais d’une manière positive. En parlant de ce crochet, Gaga affirme que,

« Je voulais vraiment m’assoir avec Wale avant d’écrire cette ligne, parce pour moi, c’est très insultant lorsque quelqu’un envoie votre chanson, et ils sont comme « Voilà Gaga, ajoutes tes paroles dans ça». C’est la chanson de Wale. Ce n’est pas ma chanson. C’est une de ses pistes, un de ses titres et une de ses vidéos que vous ne pouvez pas vous arrêter d’écouter. »

Les paroles traitent de l’image qu’a Wale de ses deux villes natales, le Maryland et le District de Columbia. Le morceau contient des références au style go-go et des influences du rap des années 90.

## Accueil critique

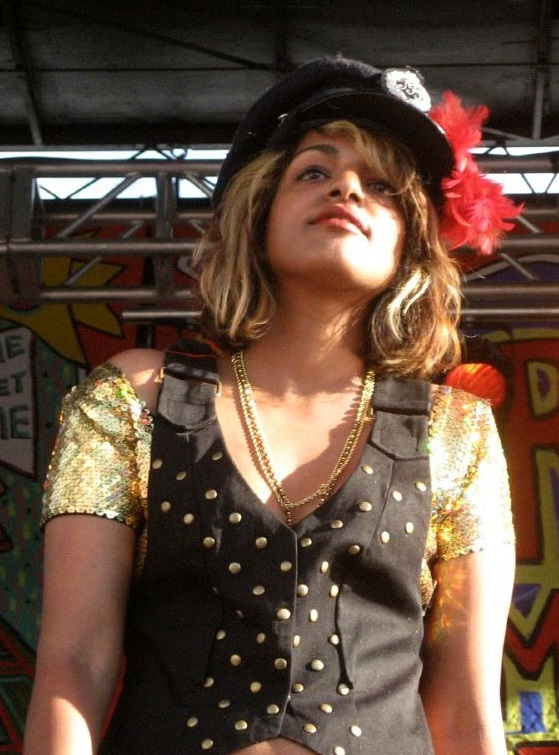
La chanteuse M.I.A. déclare que les couplets de Chillin dans lesquels Lady Gaga figurent sont plagiés de son style musical.

La chanson est reçue de manière partagée par les critiques professionnels. Steve Roberts de MTV salue le couplet de Gaga, soulignant qu’il est similaire au style général de la chanteuse sri lankaise M.I.A.. Le chroniqueur du New York Post Ryan Brockington trouve que, même s’il apprécie la piste, M.I.A. est « une des choses que Gaga n’est pas » et se questionne sur la raison pour laquelle Gaga a tenté d’imiter cette dernière. Peu après, M.I.A. critique elle-même le morceau pour les trop grandes ressemblances avec son style. Les journalistes du The Greyhound donnent une note négative au titre, déclarant qu’ « avec ses crochets assez ternes et ses répétitions constantes du nom ‘Wale’, les diffusions radiophoniques et les ventes du single dépendront sans aucun doute de la qualité du couplet de Gaga ». Jason Lipshutz du Billboard salue la chanson, qui « est tout à fait ce que cherche les clubs », pour ses « superbes crochets et brillants versets », décrivant la piste comme étant « le parfait morceau pour entamer positivement la carrière de Wale ».

## Performance dans les hit-parades
Chillin atteint de petits sommets dans les palmarès un peu partout à travers le monde. Aux États-Unis, la piste se classe dans le Billboard Hot 100 au 99e rang mais en est exclue la semaine suivante. De plus, elle touche le 32e échelon du Rhytmic Top 40,. Au Canada, la chanson se positionne à la 73e place du Canadian Hot 100. Le morceau se classe également en Australie, où il atteint le 22e numéro du hit-parade. La chanson est bien accueillie au Royaume-Uni et en Irlande où elle se classe respectivement à la 12e et à la 19e position,. Au niveau continental, la piste s’est imposée pendant de nombreuses semaines dans le European Hot 100 Singles, touchant le 42e rang lors de son apogée.

## Vidéoclip
Le vidéoclip accompagnant la chanson est réalisée par Chris Robinson. Un extrait de 30 secondes du clip est d’abord publiée sur le site officiel de MTV tandis que le making-of est dévoilé la même journée sur le site de Elite D. Dans cette dernière vidéo, le réalisateur du clip, Chris Robison, déclare que le clip a pour but de démontrer que la fête peut être célébrer de façon glamour. Gaga y incarne une femme élégante qui arrive dans un quartier plus gangsta. Celle-ci affirme que son rôle est de « promoner mes chiens et de chanter à propos de ce qu’est la beauté ». La version entière du vidéoclip est publiée sur la chaîne YouTube de Interscope le 2 juin 2009 puis sur Vevo le 25 novembre 2009.
La vidéo s’ouvre avec un plan aérien de la maison-Blanche. Suivant cela, plusieurs affiches de Barack Obama sont montrées. Gaga et Wale font alors leur apparition dans un endroit vierge, nommé le Cardozo Senior Gigh School, qui est entouré par des murs. Par la suite, Wale se dirige dans les rues de Washington D.C où il visite entre autres un restaurant, un marché de glaces ainsi qu’un magasin d’alimentation. Il se rend par après dans une fête où plusieurs artistes tels que Young Chris, Tre, Pusha T, Anwan Glover et Bun B font des caméos. Ensuite, Wale accède à une boutique où il essaie divers vêtements de populaires marques. Des placements publicitaires pour les écouteurs Beats de Dr. Dre sont incorporés dans le vidéoclip.

## Liste des pistes
| - Téléchargement numérique australien 1. Chillin (avec Lady Gaga) – 3:17 | - CD Single britannique 1. Chillin (avec Lady Gaga) – 3:17 2. Nike Boots - 4:18 |

## Classements
| Pays        | Position | Temps au hit-parade | Certification |
| ----------- | -------- | ------------------- | ------------- |
| Australie   | 29e      | 8 semaines          |               |
| Canada      | 73e      | 6 semaines          |               |
| États-Unis  | 99e      | 1 semaine           |               |
| Europe      | 42e      | 3 semaines ~        |               |
| Irlande     | 19e      | 3 semaines          |               |
| Royaume-Uni | 12e      | 5 semaine           |               |

## Historique des sorties
| Pays             | Date            | Format    |
| ---------------- | --------------- | --------- |
| États-Unis       | 2 juin 2009     | Numérique |
| Australie        | 27 juillet 2009 | Numérique |
| Belgique         | 27 juillet 2009 | Numérique |
| Finlande         | 27 juillet 2009 | Numérique |
| France           | 27 juillet 2009 | Numérique |
| Japon            | 27 juillet 2009 | Numérique |
| Norvège          | 27 juillet 2009 | Numérique |
| Nouvelle-Zélande | 27 juillet 2009 | Numérique |
| Pays-Bas         | 27 juillet 2009 | Numérique |
| Portugal         | 27 juillet 2009 | Numérique |
| Suède            | 27 juillet 2009 | Numérique |
| Suisse           | 27 juillet 2009 | Numérique |
| Royaume-Uni      | 27 août 2009    | Numérique |
| Royaume-Uni      | 31 août 2009    | Physique  |